# Lackticka
Lackticka (Ganoderma lucidum) är en svampart som först beskrevs av  Zhang Heng, och fick sitt nu gällande namn av Petter Adolf Karsten 1881. Lackticka ingår i släktet Ganoderma,  och familjen Ganodermataceae.  Arten är reproducerande i Sverige. Inga underarter finns listade.

## Bildgalleri

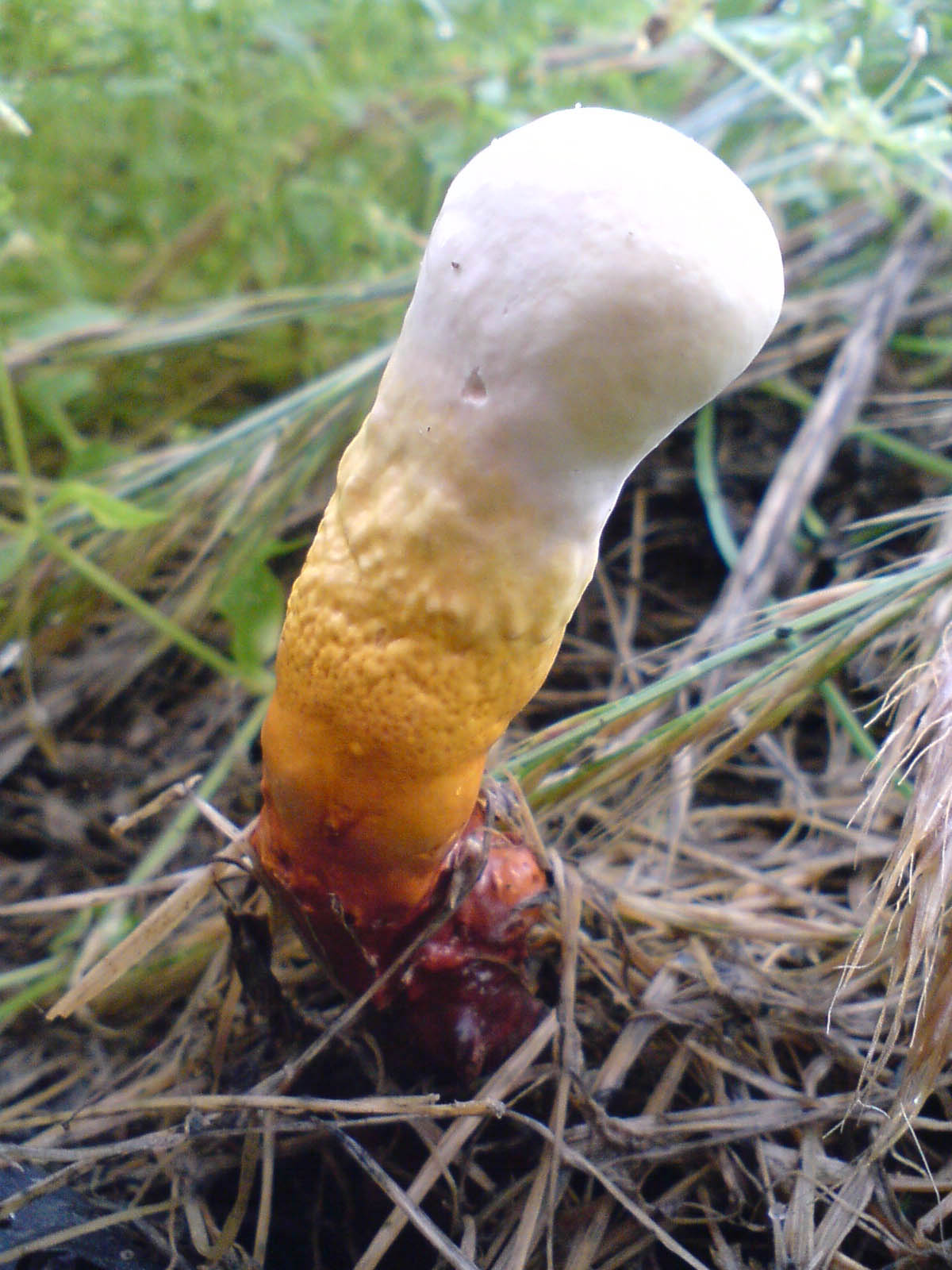
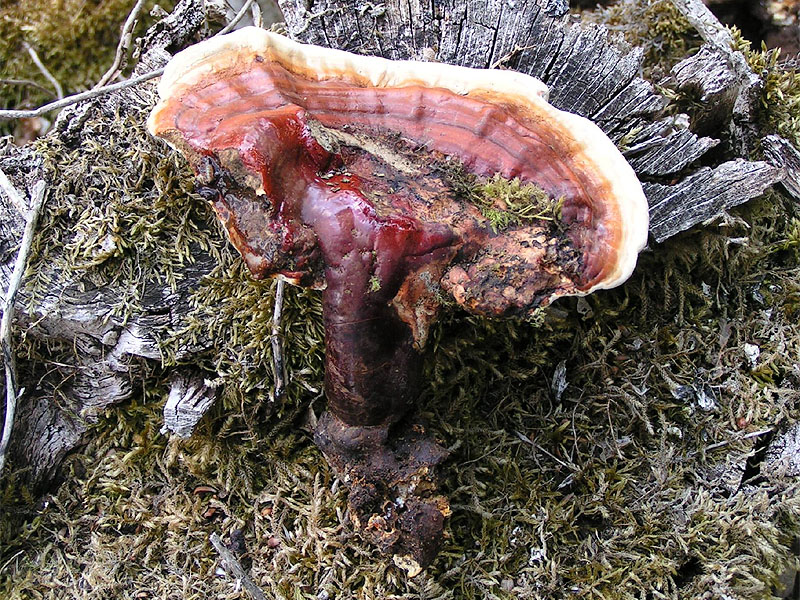
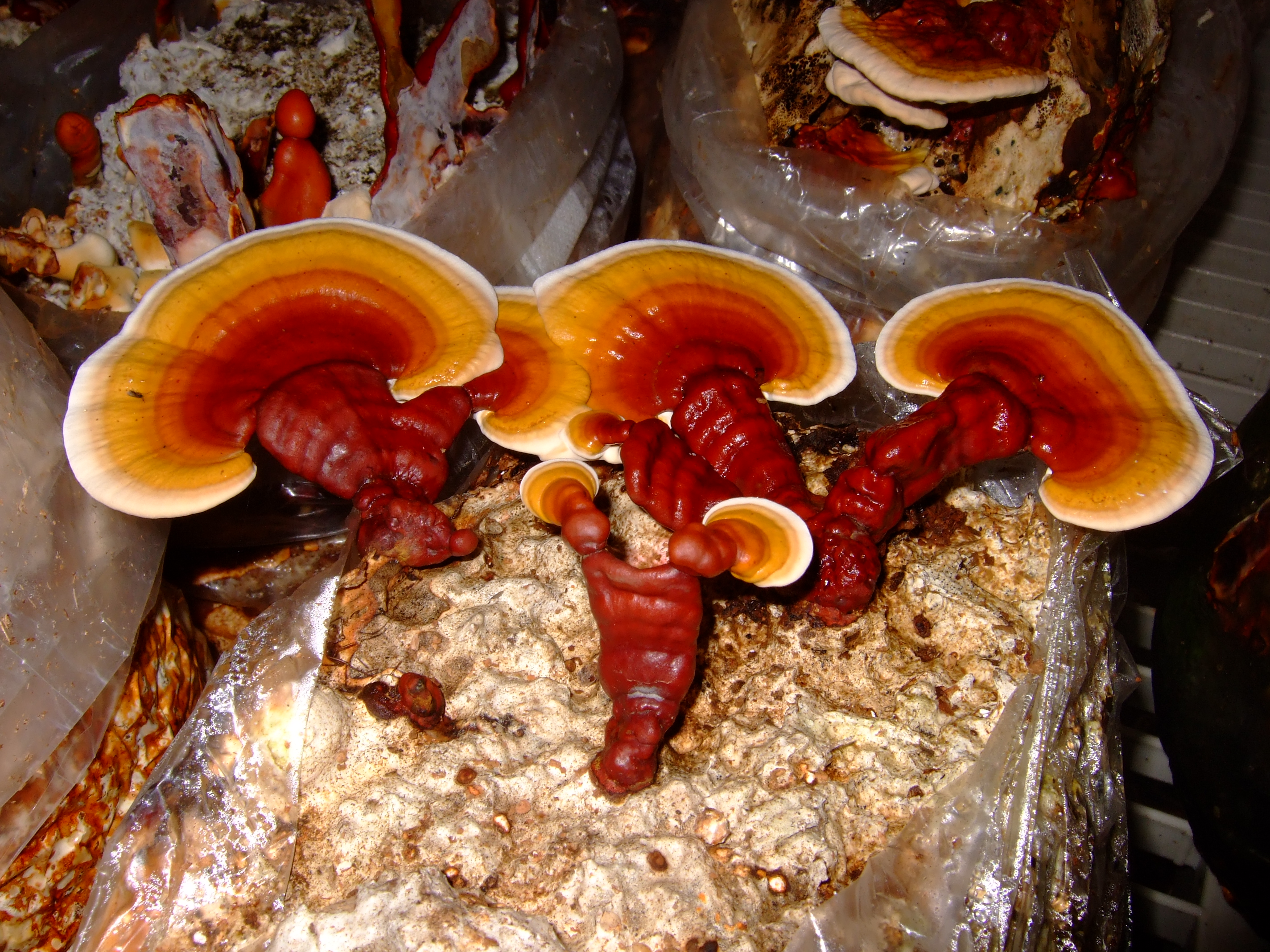
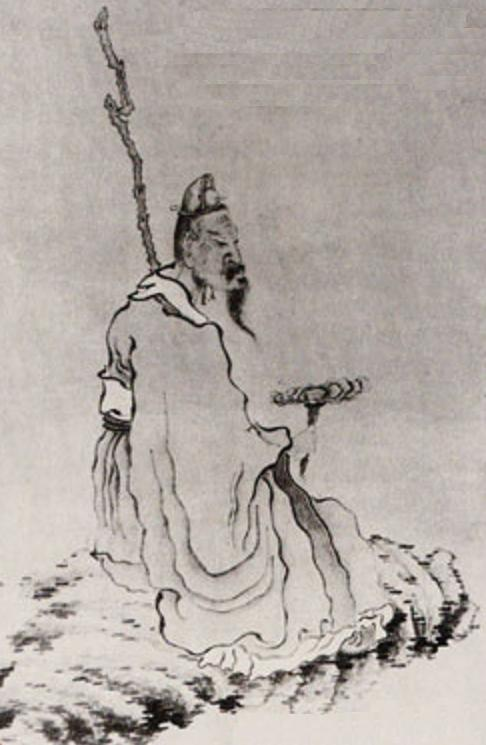
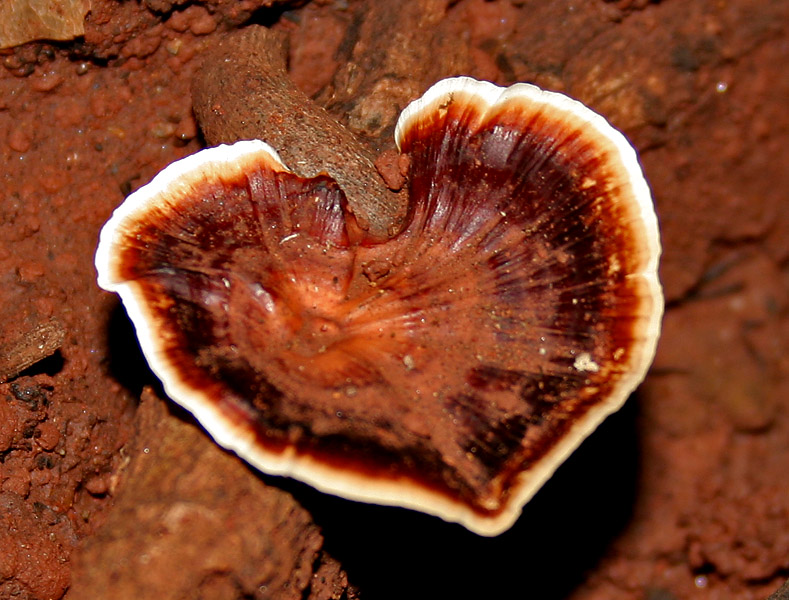
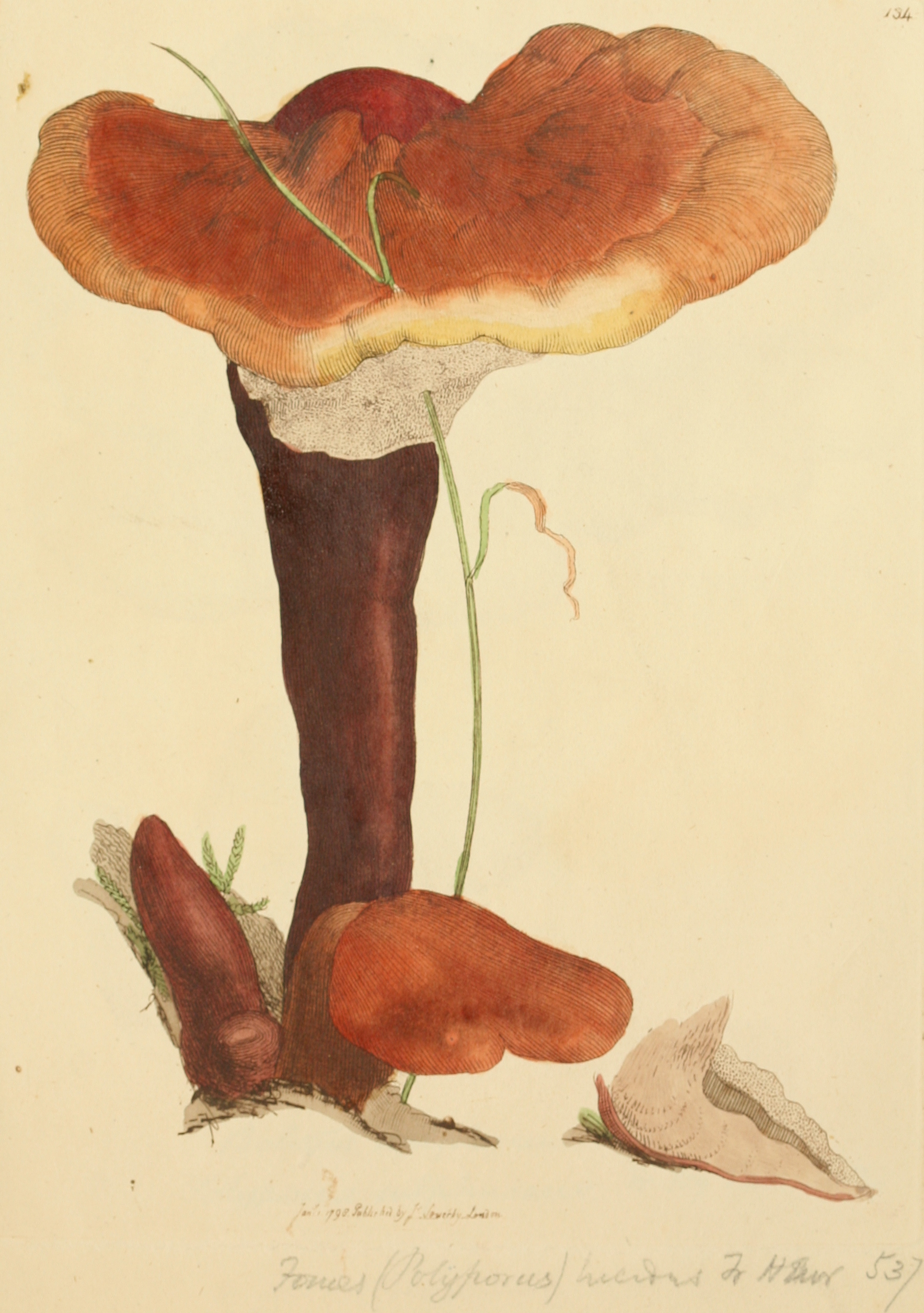